# Egnund
Egnund er en lille landsby, beliggende på grænsen mellem Folldal og Alvdal kommune. Landsbyen er beliggende på den nordlige side af floden Folla, ved mundingen af Einunna, der også danner grænse mellem de to kommuner. På Alvdals side lå den nu nedlagte skole, Egnund Skole, og på Folldals side ligger Egnund kapell. 

## Kendte personer fra Egnund
- Ivar Mortensson-Egnund – forfatter

62°11′57″N 10°23′00″Ø / 62.19917°N 10.38333°Ø